# Quersonès
|  | «Quersonès» redirigeix aquí. Vegeu-ne altres significats a «Quersonès (desambiguació)». |

Quersonès (en grec antic: Χερσόνησος, Khersónesos, llatí: Chersonesus; en ucraïnès i en rus: Херсонес, Khersonès) va ser una antiga colònia grega fundada cap al segle v aC a la part sud-oest de la Tàurida. Les ruïnes de la ciutat, anomenada així pel fet que se situava en una península (en grec, χερσόνησος), es troben als afores de Sebastòpol (ciutat fundada el 1783).

## Història
Quersonès fou una ciutat grega situada en una península que s'obre al Pont Euxí per la Sarmàcia, el país dels escites nòmades, amb el qual connecta per un istme estret que antigament s'anomenava Tafros o Tafres. Plini afirma que antigament la ciutat s'havia anomenat Megàrica (grec antic: Μεγαρική), però sembla evident que confon fonts perquè no hi ha cap altre indici que pugui suggerir que Heraclea mai tengués cap altre nom.
Segons les fonts escrites (Iambes al Rei Nicomedes i Estrabó), Quersonès fou fundada com a colònia conjunta de Delos i Heraclea Pòntica, al seu torn colònia de Mègara (ca 550 aC. Aquesta informació se sol datar cap al 421 aC, i es relaciona amb l'expedició del general atenès Làmac durant la Guerra del Peloponnès, que hauria devastat el territori d'Heraclea i hauria portat els seus habitants a fundar una colònia, i amb la purificació de Delos el 426 aC per part dels mateixos atenesos i que els hauria forçat a abandonar l'illa. No obstant això, unes datacions ceràmiques a la ciutat de Quersonès en situarien la fundació a final del segle vi aC, dades compatibles amb una hipotètica fundació cap al 527 aC, just després que Pisístrat d'Atenes ordenàs una altra purificació a Delos, i en un moment de crisi social a Heraclea que hauria portat portat una part del partit demòcrata a partir a l'exili. De tota manera, una revisió més recent d'aquestes datacions ceràmiques n'ha rebaixat la cronologia fins a cap al 450 aC.
A la seva fundació, Quersonès era l'única colònia dòrica de tot el nord de l'Euxí, i totes les seves veïnes de la Tàurida eren colònies milèsies. Per aquest motiu, al començament tengué pocs vincles amb aquestes ciutats i els mantengué més ferms amb la seva metròpolis d'Heraclea. Cap al segle iv aC, Quersonès anà expandint els seus territoris, i s'annexà la petita colònia jònica de Cercinites, situada a pocs quilòmetres al nord. Posteriorment, dins el mateix segle fundà una colònia pròpia, Calos Limen, situada a prop de l'actual Txornomórske.
Durant gran part del període clàssic la ciutat va ser una democràcia governada per un grup d'arconts i un consell de demiürgs (en dòric δαμωργοί, damiorgoi). La lluita entre els membres del partit aristocràtic i els del partit democràtic resultà en l'exili dels aristòcrates, per bé que, amb el temps, el govern anà agafant un caire oligàrquic, amb el poder concentrat en mans dels arconts. La pressió dels escites del Regne d'Escítia Menor els portà a pactar amb Farnaces I del Pont, i posteriorment amb Mitridates VI, que envià el general Diofant a combatre els escites. Aquestes campanyes protegiren Quersonès dels atacs dels escites, però resultaren en la subordinació política al Regne del Bòsfor. Amb la conversió d'aquest regne en estat client, els romans retornaren la independència i la democràcia a Quersonès.
A partir de la restitució de la constitució de Quersonès, els romans utilitzaren la ciutat com a base estacionària per les seves legions. Quersonès tornà a ser una ciutat important políticament i econòmicament, i ho fou fins a la Crisi del segle iii, quan els romans abandonaren la Tàurida i els seus habitants començaren a patir els atacs dels bàrbars. La ciutat aconseguí sobreviure amb penes i treballs aquestes incursions, entre les quals la dels huns cap al 370. Posteriorment, entrà dins l'òrbita de l'Imperi Romà d'Orient. Segons Teòfanes Isàuric i d'altres, Quersonès va ser la residència del tudun ('governant') khàzar a la fi de l'any 600. Hi va haver una petita guarnició més per a la seva protecció que per al seu control.
L'Imperi Romà d'Orient la va utilitzar com a punt d'observació per a vigilar les tribus bàrbares. El seu isolament la va fer un lloc popular d'exili per a aquells empipats amb els romans o pels últims governs romans d'Orient. Entre els «reclusos» més famosos s'hi compten els papes Climent I i Martí I, i el deposat emperador romà d'Orient Justinià II.

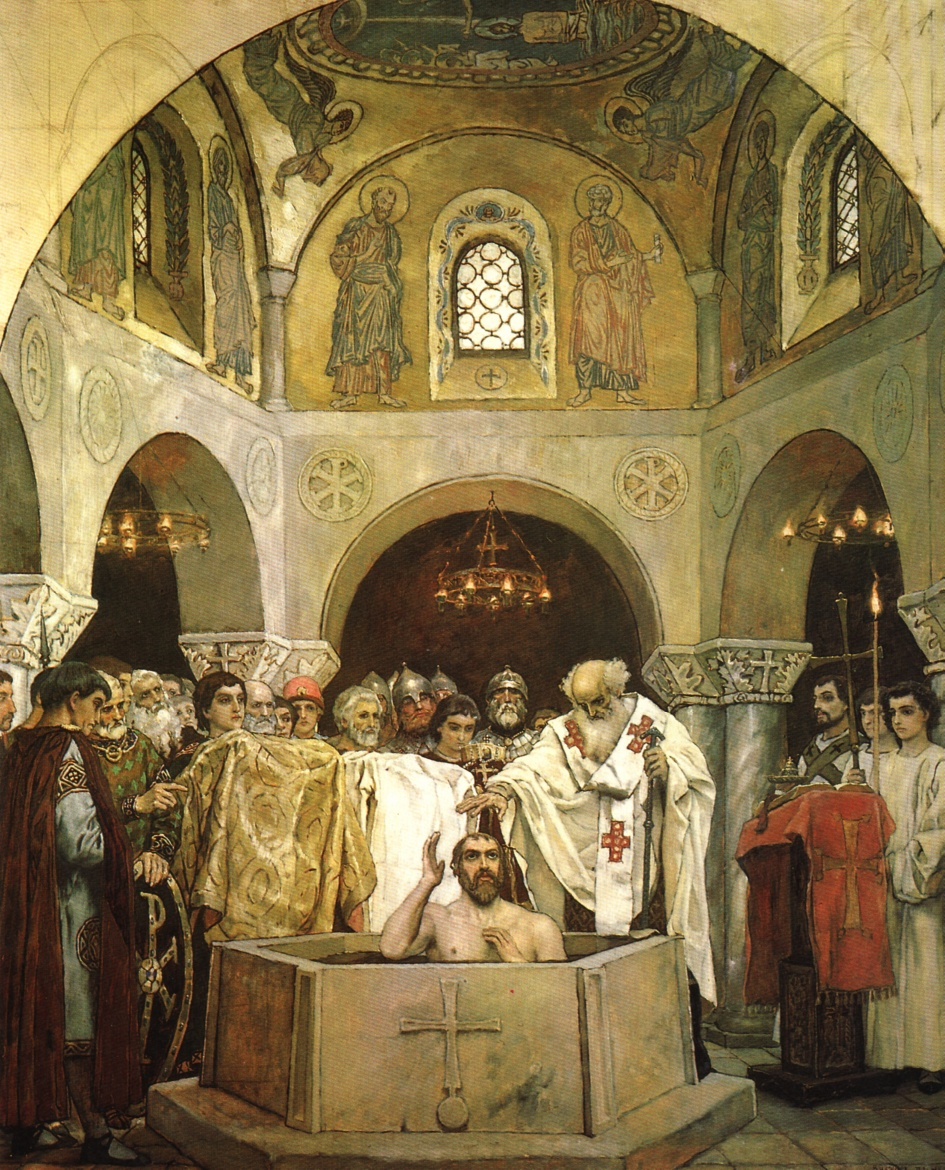
Víktor Vasnetsov: Baptisme del sant príncep Vladímir a Korsun

L'any 838 l'emperador Teòfil va enviar el noble Petronas Camater, que havia supervisat recentment la construcció de la fortalesa khàzar de Sarkel, per tal de prendre el control directe sobre la ciutat i els seus voltants. Va seguir en mans de l'Imperi Romà d'Orient fins al 980, quan va caure en mans de Kíev. Vladímir el Gran va consentir a evacuar la fortalesa només si Anna Porfirogènita, germana de Basili II, li era lliurada en matrimoni. La demanda va causar un escàndol a Constantinoble, perquè en ser una princesa imperial mai no podia casar-se amb un no grec. Com a condició prèvia per a l'acord matrimonial, Vladímir va ser batejat aquí al 988, la qual cosa va fonamentar la conversió del Principat de Kíev. A partir de llavors Quersonès, anomenada Korsun pels eslaus, va ser evacuada.
Va ser possessió romana d'Orient durant l'edat mitjana, però el govern romà d'Orient va ser lleu; segons Teòfanes Isàuric i d'altres, després de la Quarta Croada Quersonès va passar a dependre de l'Imperi de Trebisonda i va caure sota el control genovès a principis de 1300. El 1299 la ciutat va ser saquejada pels exèrcits mongols de Nogai Noyan. Un segle després va ser destruïda per Edigu i va quedar permanentment abandonada.
A final del segle xviii, dins el context d'un programa d'urbanització de l'emperadriu Caterina II de Rússia, es fundà la nova ciutat de Sebastòpol, casualment situada vora l'antiga Quersonès, alhora que 200 km més al nord se'n fundava una altra amb el nom de Kherson, que evocava deliberadament el nom de l'antiga Quersonès, de localització llavors desconeguda. A les acaballes del segle xix es construí, en un petit pujol de la ciutat de Sebastòpol, la catedral de Sant Vladimir (completada el 1892), dissenyada en estil neobizantí i amb la intenció de commemorar el lloc del bateig de Vladímir el Gran.

## Jaciment arqueològic
Les antigues ruïnes de Quersonès, situades en un dels suburbis de Sebastòpol, foren excavades a partir de 1827 pel govern rus. Són una atracció turística molt popular, protegida per l'estat com un parc arqueològic. Els edificis barregen influències de les cultures grega, romana i romana d'Orient. El mur defensiu té centenars de metres. Entre les construccions hi ha un amfiteatre romà i un temple grec.
La major porció del lloc és la khora, diversos quilòmetres quadrats d'antigues però no ermes terres de conreu, amb restes de premses de vi i torres defensives. Segons els arqueòlegs, les evidències suggereixen que els pobladors locals van ser pagats per fer el treball de la granja en lloc de treballar com a esclaus.
Les tombes excavades suggereixen pràctiques funeràries diferents a les gregues. Cada pedra marca la tomba d'un individu, en comptes del d'una família sencera i les decoracions inclouen exclusivament objectes, com ara armes, en lloc d'estàtues funeràries. En la meitat de les tombes els arqueòlegs han trobat ossos de nens. Les restes cremades suggereixen que la ciutat va ser saquejada i destruïda.

### Estudis actuals
L'Institut d'Arqueologia Clàssica de la Universitat de Texas i el Parc Arqueològic local han investigat en el jaciment de 1992 ençà. El govern d'Ucraïna ha inclòs el lloc com a candidat a ser Patrimoni de la Humanitat. El lloc, així i tot, està en perill per l'expansió urbana i l'erosió marina.